# John Plaw
John Plaw, né en 1745 à Londres et mort le 24 mai 1820 à Charlottetown, est un architecte britannique ayant émigré à l'Île-du-Prince-Édouard au Canada, connu principalement pour ses bâtiments circulaires de style classique.

## Biographie
Apprenti dans une entreprise de maçonnerie à Londres dès 1759, il reçoit un prix d'architecture de la Royal Academy. Plus tard, dès 1775, il expose ses plans dans cette même académie.
Dans les années 1790, il travaille entre Southampton et l'Île de Wight pour y construire une caserne ainsi que plusieurs bâtiments d'habitation. En 1807, il émigre au Canada avec sa famille et s'établit à l'Île-du-Prince-Édouard où il propose les plans de plusieurs constructions, parmi lesquelles une prison, un tribunal et des centres commerciaux.
Pendant sa carrière, il publie trois ouvrages intitulés Rural Architecture; or Designs from the Simple Cottage to the Decorated Villa, Ferme Ormee or Rural Improvements et Sketches for Country Houses, Villas, and Rural Dwellings, tous trois encore réédités de nos jours.

## Constructions
Il n'existe de nos jours plus que quelques bâtiments construits par John Plaw : une villa circulaire Belle Isle construite sur une île du Lac Windermere, l'église Sainte-Marie dans le quartier londonien de Paddington Green ou la Round House à Romford (Essex). Plusieurs bâtiments ont ensuite été construits en s'inspirant de ses travaux, parmi lesquelles La Gordanne qui s'inspire de la villa Belle Isle.

## Sources
- (en) Cet article est partiellement ou en totalité issu de l’article de Wikipédia en anglais intitulé « John Plaw » (voir la liste des auteurs).